# از این عکس بگیر
«از این عکس بگیر» (به انگلیسی: Picture This)، ترانهٔ شمارهٔ ۳ آلبوم سال ۱۹۷۸ خطوط موازی از گروه موسیقی بلاندی است؛ که حاصل اولین همکاری با تهیه‌کنندهٔ موسیقی، مایک چپمن، و نیز چهارمین تک‌آهنگ پخش‌شده به وسیلهٔ کریسلیس رکوردز است. «از این عکس بگیر» به عنوان تک‌آهنگ اصلی برای خطوط موازی در بریتانیا در نظر گرفته شد و در پاییز ۱۹۷۸ به رتبهٔ ۱۲ رسید و به سومین ترانه‌ای از بلاندی تبدیل شد که به ۲۰ تای برتر بریتانیا راه می‌یافت و نیز در بسیاری از نقاط دیگر دنیا به جدول‌های موسیقی راه یافت - اگرچه هیچ‌گاه به عنوان یک تک‌آهنگ در ایالات متحده عرضه نشد.
«از این عکس بگیر» به وسیلهٔ کسانی که قرار بود به ترانه‌سرایان اصلی تبدیل شوند نوشته شد؛ کریس استین، دبی هری و جیمی دستری. این تنها باری بود که هری و استین با دستری همکاری می‌کردند، کسی که چندین ترانهٔ رتبهٔ یکی گروه را شامل تک‌آهنگ بازگشتنی آنان در سال ۱۹۹۸، «ماریا»، و نیز «اتمی» نوشته است.
بی-ساید این تک‌آهنگ، «محوشدن و تابیدن» نیز، که با گیتارنوازی رابرت فریپ همراه است، یکی از شناخته‌شده‌ترین آهنگ‌های بلاندی است و در مجموعهٔ تلفیقی اتمی - عالی‌ترین بلاندی (۱۹۹۸)، عظیم‌ترین آهنگ‌ها: بینایی + صدا (۲۰۰۵) و عظیم‌ترین آهنگ‌ها: صدا و بینایی (۲۰۰۶) قرار گرفت.
«از این عکس بگیر»، در اولین مجموعهٔ تلفیقی جهانی «عظیم‌ترین آهنگ‌های» گروه، بهترین بلاندی، پخش‌شده در اکتبر ۱۹۸۱، قرار گرفت.
«از این عکس بگیر - تودهٔ چهره‌های بلاندی»، کتابی از عکاس افسانه‌ای، مایک راک، است که در سال ۲۰۰۴ با دیباچه‌ای از دبرا هری منتشر شد، و تصویر واقعی تک‌آهنگ «از این عکس بگیر»، که هری را در حال لیسیدن یک صفحهٔ گرامافون نشان می‌دهد، یکی از مشهورترین تصاویر مربوط به گروه است. این تصویر برای دیسک تصویری خطوط موازی در سال ۱۹۷۸ و نیز روی جلد نسخهٔ آمریکایی سی‌دی گلچین‌شدهٔ سال ۱۹۹۴، مجموعهٔ پلاتینی استفاده شد.

## پیشینهٔ پخش
‎UK 7" (CHS 2242, August 1978)‎
1. «Picture This» (کریس استین، دبرا هری، جیمی دستری) – ۲:۵۳
2. «Fade Away And Radiate» (کریس استین) – ۳:۵۷

### جدول‌های موسیقی
| جدول (۱۹۷۸) | حد رتبه |
| ----------- | ------- |
| بریتانیا    | ۱۲      |
| سوئد        | ۱۵      |
| استرالیا    | ۸۸      |